# Isostasius braesius
Isostasius braesius är en stekelart som först beskrevs av Walker 1839.  Isostasius braesius ingår i släktet Isostasius och familjen gallmyggesteklar. Inga underarter finns listade i Catalogue of Life.